# Copa Libertadores 1977
W osiemnastej edycji Copa Libertadores udział wzięło 21 klubów reprezentujących wszystkie kraje zrzeszone w CONMEBOL. Każde z 10 państw wystawiło po 2 kluby, nie licząc broniącego tytułu brazylijskiego klubu Cruzeiro EC, który awansował do półfinału bez gry.
Cruzeiro nie zdołał obronić tytułu, choć awansował do finału. W finale po trzech zaciętych bojach dopiero w rzutach karnych musiał ulec argentyńskiej drużynie Boca Juniors. Był to pierwszy triumf klubu Boca Juniors w najważniejszym pucharze klubowym Ameryki Południowej.
Cruzeiro był jedynym klubem w tej edycji, który zdołał pokonać Boca Juniors, doprowadzając tym samym do trzeciego pojedynku w finale. Drużynie Boca Juniors wystarczyło do zdobycia pucharu strzelenie jedynie 10 goli w 13 meczach.
W pierwszym etapie 20 klubów podzielono na 5 grup po 4 drużyny. Z każdej grupy do następnej rundy awansował tylko zwycięzca. Jako szósty klub do półfinału awansował broniący tytułu Cruzeiro.
W następnej, półfinałowej rundzie, 6 klubów podzielono na 2 grupy liczące po 3 drużyny. Do finału awansowali zwycięzcy obu grup.
W tej edycji Pucharu Wyzwolicieli znakomicie spisała się wenezuelska drużyna Portuguesa FC, wspomagana przez mistrza świata z 1970 roku, słynnego napastnika brazylijskiego Jairzinho.

## 1/4 finału

### Grupa 1Argentyna,Urugwaj
| 09.03 Boca Juniors – River Plate 1:0 - Roberto Mouzo                                                                                              |
| 31.03 Peñarol – Defensor Sporting 0:2 - Rodolfo Pichu Rodríguez, Baudilio Jáuregui                                                                |
| 13.04 River Plate – Peñarol 2:1 - Víctor Marchetti, Leopoldo Luque – Lorenzo Unanue                                                               |
| 14.04 Defensor Sporting – Boca Juniors 0:0 |
| 20.04 Peñarol – Boca Juniors 0:1 - Ernesto Mastrángelo                                                                                            |
| 21.04 River Plate – Defensor Sporting 1:1 - Pedro Alexis González – Rodolfo Pichu Rodríguez                                                       |
| 26.04 Peñarol – River Plate 2:2 - Laddy Nitder Pizzani, Juan Ignacio de Jesús – Daniel Alberto Passarella, Alejandro Esteban Sabella              |
| 28.04 Boca Juniors – Defensor Sporting 2:0 - Roberto Mouzo, Darío Luis Felman                                                                     |
| 11.05 Boca Juniors – CA Peñarol 1:0 - Jorge Daniel Ribolzi                                                                                        |
| 12.05 Defensor Sporting – River Plate 0:0 |
| 18.05 River Plate – Boca Juniors 0:0 |
| 18.05 Defensor Sporting – CA Peñarol 2:4 - Alberto Raúl Santelli (2) – Laddy Nitder Pizzani, Fernando Morena, Ildo Maneiro, Juan Ignacio de Jesús |

| Klub              | Mecze | Zw | Rem | Por | Pkt | BrZd | BrStr |
| ----------------- | ----- | -- | --- | --- | --- | ---- | ----- |
| Boca Juniors      | 6     | 4  | 2   | 0   | 10  | 5    | 0     |
| River Plate       | 6     | 1  | 4   | 1   | 6   | 5    | 5     |
| Defensor Sporting | 6     | 1  | 3   | 2   | 5   | 5    | 7     |
| CA Peñarol        | 6     | 1  | 1   | 4   | 3   | 7    | 10    |

### Grupa 2Boliwia,Kolumbia
| 24.04 Club Bolívar – Oriente Petrolero 1:0 - Jesús Reynaldo                                                                                     |
| 27.04 Atlético Nacional – Deportivo Cali 0:3 - Néstor Leonel Scotta (2), Ángel María Torres                                                     |
| 04.05 Club Bolívar – Deportivo Cali 3:0 - Jaime Rimazza, Ricardo Troncone, Óscar Muñoz s                                                        |
| 04.05 Oriente Petrolero – Atlético Nacional 4:0 - Edwin Romero, Estanislao Franco (2), Porfirio Jiménez                                         |
| 08.05 Club Bolívar – Atlético Nacional 3:0 - Viviano Lugo, Jesús Reynaldo, Carlos Aragonés                                                      |
| 08.05 Oriente Petrolero – Deportivo Cali 1:0 - Estanislao Franco                                                                                |
| 15.05 Deportivo Cali – Atlético Nacional 3:1 - Néstor Leonel Scotta, Ángel Antonio Landucci, Rafael Otero – Bernardo Aristizábal                |
| 15.05 Oriente Petrolero – Club Bolívar 0:0 |
| 19.05 Deportivo Cali – Club Bolívar 3:0 - Ángel María Torres, Diego Edison Umaña, Ángel Antonio Landucci                                        |
| 19.05 Atlético Nacional – Oriente Petrolero 3:1 - Francisco Maturana, Oswaldo Marcial Palavecino, Hernán Darío Herrera – René Domingo Taritolay |
| 22.05 Deportivo Cali – Oriente Petrolero 3:0 - Néstor Leonel Scotta, Alberto de Jesús Benítez, Oswaldo Calero                                   |
| 22.05 Atlético Nacional – Club Bolívar 1:0 - Bernardo Aristizábal                                                                               |

| Klub              | Mecze | Zw | Rem | Por | Pkt | BrZd | BrStr |
| ----------------- | ----- | -- | --- | --- | --- | ---- | ----- |
| Deportivo Cali    | 6     | 4  | 0   | 2   | 8   | 12   | 5     |
| Club Bolívar      | 6     | 3  | 1   | 2   | 7   | 7    | 4     |
| Oriente Petrolero | 6     | 2  | 1   | 3   | 5   | 6    | 7     |
| Atlético Nacional | 6     | 2  | 0   | 4   | 4   | 5    | 14    |

### Grupa 3Brazylia,Ekwador
| 03.04 CD El Nacional – Deportivo Cuenca 0:0                                                                 |
| 03.04 Corinthians Paulista – Internacional Porto Alegre 1:1 - Zé Maria – Vacaria                            |
| 09.04 CD El Nacional – Corinthians Paulista 2:1 - Fausto Correa, Jorge Vinicio Ron – Miguel Pérez s         |
| 10.04 Deportivo Cuenca – Internacional Porto Alegre 0:2 - Escurinho, Joãozinho                              |
| 13.04 Deportivo Cuenca – Corinthians Paulista 2:1 - Ángel Luis Liciardi, Carlos Roque Lizondo – Palinha     |
| 13.04 CD El Nacional – Internacional Porto Alegre 2:0 - Jorge Vinicio Ron, Mariao s                         |
| 24.04 Internacional Porto Alegre – Corinthians Paulista 1:0 - Dario                                         |
| 24.04 Deportivo Cuenca – CD El Nacional 0:2 - Jorge Vinicio Ron, Fausto Correa                              |
| 30.04 Corinthians Paulista – CD El Nacional 3:0 - Claudio, Palinha, Vaguinho                                |
| 01.05 Internacional Porto Alegre – Deportivo Cuenca 3:1 - Lula, Dario (2) – Ángel Luis Liciardi             |
| 04.05 Corinthians Paulista – Deportivo Cuenca 4:0 - Vaguinho, Palinha, Givanildo Oliveira, Romeu Cambalhota |
| 05.05 Internacional Porto Alegre – CD El Nacional 2:0 - Dario, Escurinho                                    |

| Klub                       | Mecze | Zw | Rem | Por | Pkt | BrZd | BrStr |
| -------------------------- | ----- | -- | --- | --- | --- | ---- | ----- |
| Internacional Porto Alegre | 6     | 4  | 1   | 1   | 9   | 9    | 4     |
| CD El Nacional             | 6     | 3  | 1   | 2   | 7   | 6    | 6     |
| Corinthians Paulista       | 6     | 2  | 1   | 3   | 5   | 10   | 6     |
| Deportivo Cuenca           | 6     | 1  | 1   | 4   | 3   | 3    | 12    |

### Grupa 4Chile,Paragwaj
| 01.04 Club Libertad – Club Olimpia 2:2 - Alicio Solalinde, Juan Carlos Espínola – Luis Ernesto Torres, Enrique Villalba                 |
| 01.04 Everton Viña del Mar – Club Universidad de Chile 2:0 - Ángel Brunel, Jorge Américo Spedaletti                                     |
| 06.04 Club Universidad de Chile – Club Libertad 1:0 - Jaime Barrera                                                                     |
| 09.04 Club Universidad de Chile – Club Olimpia 1:0 - Arturo Salah                                                                       |
| 10.04 Everton Viña del Mar – Club Libertad 1:3 - José Luis Ceballos – Juan Carlos Espínola, Cristóbal Maldonado, Víctor Milcíades Morel |
| 14.04 Everton Viña del Mar – Club Olimpia 1:0 - Jorge Américo Spedaletti                                                                |
| 20.04 Club Olimpia – Club Libertad 0:0                                                                                                  |
| 20.04 Club Universidad de Chile – Everton Viña del Mar 1:0 - Jorge Socías                                                               |
| 26.04 Club Libertad – Club Universidad de Chile 3:0 - Víctor Milcíades Morel, Eugenio Félix Morel, Juan Carlos Espínola                 |
| 29.04 Club Olimpia – Club Universidad de Chile 1:0 - Miguel Michelagnoli                                                                |
| 03.05 Club Olimpia – Everton Viña del Mar 2:2 - Enrique Villalba, Alcides Sosa – Jorge Américo Spedaletti (2)                           |
| 06.05 Club Libertad – Everton Viña del Mar 2:1 - Eugenio Félix Morel, Apolinar Paniagua – Jorge Américo Spedaletti                      |

| Klub                      | Mecze | Zw | Rem | Por | Pkt | BrZd | BrStr |
| ------------------------- | ----- | -- | --- | --- | --- | ---- | ----- |
| Club Libertad             | 6     | 3  | 2   | 1   | 8   | 10   | 5     |
| Club Universidad de Chile | 6     | 3  | 0   | 3   | 6   | 3    | 6     |
| Everton Viña del Mar      | 6     | 2  | 1   | 3   | 5   | 7    | 8     |
| Club Olimpia              | 6     | 1  | 3   | 2   | 5   | 5    | 6     |

### Grupa 5Peru,Wenezuela
| 06.04 Unión Huaral – Sport Boys Callao 1:0 - Eduardo Rey Muñoz                                                            |
| 10.04 Estudiantes Mérida – Portuguesa FC 0:2 - Nito de Lima, Jairzinho                                                    |
| 03.05 Unión Huaral – Portuguesa FC 1:1 - Wálter Escobar – Pedro Pascual Peralta                                           |
| 06.05 Sport Boys Callao – Portuguesa FC 1:2 - Guillermo La Rosa – Pedro Pascual Peralta, Juan César Silva                 |
| 10.05 Estudiantes Mérida – Unión Huaral 1:0 - Juan José Pomarico                                                          |
| 13.05 Portuguesa FC – Unión Huaral 2:0 - Pedro Pascual Peralta, Carlos Núñez „el Matador”                                 |
| 17.05 Sport Boys Callao – Estudiantes Mérida 1:3 - Guillermo La Rosa – Medardo Alberto Cloquell, Juan José Scarpeccio (2) |
| 20.05 Unión Huaral – Estudiantes Mérida 2:1 - Pedro Ruiz La Rosa, Eduardo Rey Muñoz – José Enrique Chiazzaro              |
| 24.05 Portuguesa FC – Sport Boys Callao 0:0                                                                               |
| 27.05 Estudiantes Mérida – Sport Boys Callao 1:0 - Juan José Scarpeccio                                                   |
| 02.06 Portuguesa FC – Estudiantes Mérida 3:0 - Juan César Silva (2), Pedro Pascual Peralta                                |
| 02.06 Sport Boys Callao – Unión Huaral 1:1 - Guillermo La Rosa – Eduardo Rey Muñoz                                        |

| Klub               | Mecze | Zw | Rem | Por | Pkt | BrZd | BrStr |
| ------------------ | ----- | -- | --- | --- | --- | ---- | ----- |
| Portuguesa FC      | 6     | 4  | 2   | 0   | 10  | 10   | 2     |
| Unión Huaral       | 6     | 2  | 2   | 2   | 6   | 5    | 6     |
| Estudiantes Mérida | 6     | 3  | 0   | 3   | 6   | 6    | 8     |
| Sport Boys Callao  | 6     | 0  | 2   | 4   | 2   | 3    | 8     |

### Obrońca tytułu
| Cruzeiro EC jako obrońca tytułu awansował do 1/2 finału bez gry |

## 1/2 finału

### Grupa 1
| 14.07 Boca Juniors – Club Libertad 1:0 - Daniel Severiano Pavón                                           |
| 20.07 Club Libertad – Boca Juniors 0:1 - Mario Nicasio Zanabria                                           |
| 27.07 Deportivo Cali – Club Libertad 0:0                                                                  |
| 03.08 Deportivo Cali – Boca Juniors 1:1 - Néstor Leonel Scotta – Francisco Sá                             |
| 10.08 Club Libertad – Deportivo Cali 2:1 - Pedro Nelson Fleitas, Carlos Huespe – Alberto de Jesús Benítez |
| 16.08 Boca Juniors – Deportivo Cali 1:1 - Roberto Mouzo – Alberto de Jesús Benítez                        |

| Klub           | Mecze | Zw | Rem | Por | Pkt | BrZd | BrStr |
| -------------- | ----- | -- | --- | --- | --- | ---- | ----- |
| Boca Juniors   | 4     | 2  | 2   | 0   | 6   | 4    | 2     |
| Deportivo Cali | 4     | 0  | 3   | 1   | 3   | 3    | 4     |
| Club Libertad  | 4     | 1  | 1   | 2   | 3   | 2    | 3     |

### Grupa 2
| 03.07 Internacional Porto Alegre – Cruzeiro EC 0:1 - Joãozinho                                               |
| 10.07 Portuguesa FC – Internacional Porto Alegre 3:0 - Ricardo Moss, Nito de Lima, Carlos Núñez „el Matador” |
| 17.07 Portuguesa FC – Cruzeiro EC 0:4 - Neca, Eduardo Amorim, Ely Carlos, Ely Mendes                         |
| 24.07 Cruzeiro EC – Internacional Porto Alegre 0:0                                                           |
| 27.07 Internacional Porto Alegre – Portuguesa FC 2:1 - Escurinho, Batista – Juan César Silva                 |
| 31.07 Cruzeiro EC – Portuguesa FC 2:1 - Livio, Nelinho – Juan César Silva                                    |

| Klub                       | Mecze | Zw | Rem | Por | Pkt | BrZd | BrStr |
| -------------------------- | ----- | -- | --- | --- | --- | ---- | ----- |
| Cruzeiro EC                | 4     | 3  | 1   | 0   | 7   | 7    | 1     |
| Internacional Porto Alegre | 4     | 1  | 1   | 2   | 3   | 2    | 5     |
| Portuguesa FC              | 4     | 1  | 0   | 3   | 2   | 5    | 8     |

## FINAŁ
| Boca Juniors – Cruzeiro EC 1:0 i 0:1, dod. 0:0 (dog), karne 5:4 |
| 6 września 1977 Buenos Aires Estadio La Bombonera (60 tys.) Boca Juniors – Cruzeiro EC 1:0 (1:0) Sędzia: Roque Cerullo (Urugwaj) Bramki: 1:0 Carlos José Veglio 3 Club Atlético Boca Juniors: Hugo Orlando Gatti – Vicente Alberto Pernía, Francisco Sá (José Luis Tesare), Roberto Mouzo, Alberto César Tarantini, Carlos José Veglio, Rubén José Suñé, Mario Nicasio Zanabria, Ernesto Mastrángelo, Daniel Severiano Pavón (Héctor Oscar Bernabitti), Luis Darío Felman. Cruzeiro EC: Raul – Nelinho, Darcy Menezes, Morais, Vanderley, Zé Carlos, Eduardo Amorim, Ely Carlos, Ely Mendes, Neca, Joãozinho. |
| 11 września 1977 Belo Horizonte Estádio Mineirão (80 tys.) Cruzeiro EC – Boca Juniors 1:0 (0:0) Sędzia: César Orozco (Peru) Bramki: 1:0 Nelinho 76 Cruzeiro EC: Raul – Nelinho, Morais, Darcy Menezes, Vanderley, Zé Carlos, Eduardo Amorim, Ely Carlos (Livio), Ely Mendes, Neca, Joãozinho Club Atlético Boca Juniors: Hugo Orlando Gatti – Vicente Alberto Pernía, José Luis Tesare, Roberto Mouzo, Alberto César Tarantini, Jorge Daniel Ribolzi, Rubén José Suñé, Mario Nicasio Zanabria, Ernesto Mastrángelo, Carlos José Veglio (Daniel Severiano Pavón), Luis Darío Felman (Carlos Enrique Ortiz) |
| 14 września 1977 Montevideo Estadio Centenario (60 tys.) Boca Juniors – Cruzeiro EC 0:0 (0:0, 0:0), karne 5:4 Sędzia: Vicente Llobregat (Wenezuela) Karne: Club Atlético Boca Juniors: Roberto Mouzo(+), José Luis Tesare(+), Mario Nicasio Zanabria(+), Vicente Alberto Pernía(+), Luis Darío Felman(+). Cruzeiro EC: Darcy Menezes(+), Neca(+), Morais(+), Livio(+), Vanderley(-) Club Atlético Boca Juniors: Hugo Orlando Gatti – Vicente Alberto Pernía, José Luis Tesare, Roberto Mouzo, Alberto César Tarantini, Jorge José Benítez (Jorge Daniel Ribolzi, Daniel Severiano Pavón), Rubén José Suñé, Mario Nicasio Zanabria, Ernesto Mastrángelo, Carlos José Veglio, Luis Darío Felman Cruzeiro EC: Raul – Nelinho (Mariano), Morais, Darcy Menezes, Vanderley, Zé Carlos, Eduardo Amorim, Ely Carlos (Livio), Ely Mendes, Neca, Joãozinho |

## Klasyfikacja
Poniższa tabela ma charakter statystyczny. O kolejności decyduje na pierwszym miejscu osiągnięty etap rozgrywek, a dopiero potem dorobek bramkowo-punktowy. W przypadku klubów, które odpadły w rozgrywkach grupowych o kolejności decyduje najpierw miejsce w tabeli grupy, a dopiero potem liczba zdobytych punktów i bilans bramkowy.
| Poz                                                                      | Klub                       | Mecze | Zw | Rem | Por | Pkt | BrZd | BrStr |
| ------------------------------------------------------------------------ | -------------------------- | ----- | -- | --- | --- | --- | ---- | ----- |
| 1                                                                        | Boca Juniors               | 13    | 7  | 5   | 1   | 19  | 10   | 3     |
| 2                                                                        | Cruzeiro EC                | 7     | 4  | 2   | 1   | 10  | 8    | 2     |
| 3                                                                        | Internacional Porto Alegre | 10    | 5  | 2   | 3   | 12  | 11   | 9     |
| 4                                                                        | Deportivo Cali             | 10    | 4  | 3   | 3   | 11  | 15   | 9     |
| 5                                                                        | Portuguesa FC              | 10    | 5  | 2   | 3   | 12  | 15   | 10    |
| 6                                                                        | Club Libertad              | 10    | 4  | 3   | 3   | 11  | 12   | 8     |
| 7                                                                        | Club Bolívar               | 6     | 3  | 1   | 2   | 7   | 7    | 4     |
| 8                                                                        | CD El Nacional             | 6     | 3  | 1   | 2   | 7   | 6    | 6     |
| 9                                                                        | River Plate                | 6     | 1  | 4   | 1   | 6   | 5    | 5     |
| 10                                                                       | Unión Huaral               | 6     | 2  | 2   | 2   | 6   | 5    | 6     |
| 11                                                                       | Club Universidad de Chile  | 6     | 3  | 0   | 3   | 6   | 3    | 6     |
| 12                                                                       | Estudiantes Mérida         | 6     | 3  | 0   | 3   | 6   | 6    | 8     |
| 13                                                                       | Corinthians Paulista       | 6     | 2  | 1   | 3   | 5   | 10   | 6     |
| 14                                                                       | Everton Viña del Mar       | 6     | 2  | 1   | 3   | 5   | 7    | 8     |
| 15                                                                       | Oriente Petrolero          | 6     | 2  | 1   | 3   | 5   | 6    | 7     |
| 16                                                                       | Defensor Sporting          | 6     | 1  | 3   | 2   | 5   | 5    | 7     |
| 17                                                                       | Club Olimpia               | 6     | 1  | 3   | 2   | 5   | 5    | 6     |
| 18                                                                       | Atlético Nacional          | 6     | 2  | 0   | 4   | 4   | 5    | 14    |
| 19                                                                       | CA Peñarol                 | 6     | 1  | 1   | 4   | 3   | 7    | 10    |
| 20                                                                       | Deportivo Cuenca           | 6     | 1  | 1   | 4   | 3   | 3    | 12    |
| 21                                                                       | Sport Boys Callao          | 6     | 0  | 2   | 4   | 2   | 3    | 8     |
| Podsumowanie: 75 meczów, w tym 19 remisów, 154 bramki – 2.05 bramki/mecz |                            |       |    |     |     |     |      |       |